# Bassus stenoradialis
Bassus stenoradialis är en stekelart som först beskrevs av Granger 1949.  Bassus stenoradialis ingår i släktet Bassus och familjen bracksteklar. Inga underarter finns listade.